# Kampftruppen, Kampfunterstützungstruppen
Kampftruppen, Kampfunterstützungstruppen war von 1978 bis 1996 eine deutsche militärische Fachzeitschrift. Sie ging aus dem Magazin Kampftruppen hervor. Ab 1990 war sie Beiheft zur Zeitschrift Europäische Wehrkunde – Wehrwissenschaftliche Rundschau, von 1991 bis 1994 Beiheft, dann ab 1995 Beilage zur Zeitschrift Europäische Sicherheit, in der sie 1997 aufging.
Herausgegeben wurde Kampftruppen, Kampfunterstützungstruppen vom Arbeitskreis der Kampftruppen, Kampfunterstützungstruppen. Die Zeitschrift erschien anfangs bei Mittler in Herford, später bei Mittler in Berlin, Bonn und Herford und schließlich bei Mittler in Hamburg, Berlin und Bonn.